# رئيس مجلس وزراء
يُستخدم اللقب الرسمي رئيس مجلس الوزراء أو الوزير الأول لوصف رئيس حكومة الدول مثل إيطاليا وبولندا، وسابقًا كان يُستخدم في الاتحاد السوفييتي، والبرتغال، وفرنسا (خلال الجمهوريات الثالثة والرابعة)، وإسبانيا (خلال الجمهورية الثانية)، والبرازيل (خلال الإمبراطورية، 1822 - 1889)، ولوكسمبورغ (1848 - 1857). وكان هذا اللقب يُطلق أيضًا في رومانيا (منذ عام 1886 وحتى عام 1989). وبشكل غير رسمي، عادة ما يطلق على رؤساء الحكومات اسم رئيس الوزراء أو رئيس مجلس الدولة. بالإضافة إلى ذلك، يعرف من يترأس مجلس الوزراء في بيرو باسم رئيس مجلس الوزراء (باللغة الإسبانية: Presidente del Consejo de Ministros)، ويشار إليه بالعامية باسم رئيس المجلس (Presidente del Consejo) أو رئيس الوزراء (Primer Ministro). وعلى عكس رؤساء مجلس الوزراء في الدول سالفة الذكر، لا يشغل رئيس مجلس الوزراء في بيرو منصب رئيس الحكومة (فبيرو جمهورية رئاسية يقوم فيها رئيس الجمهورية بدور رأس الدولة ورئيس الحكومة على حد سواء).
- رئيس مجلس وزراء كوبا
- رئيس مجلس وزراء البرازيل
- رئيس وزراء إيطاليا
- رئيس مجلس وزراء بيرو

وقد يشير لقب رئيس مجلس الوزراء إلى:
- قيادة ألمانيا الشرقية
- رئيس وزراء الاتحاد السوفييتي
- رئيس مجلس الوزراء في جمهورية المجر الشعبية
- رئيس وزراء بولندا
- الدولة الاتحادية